# Luxemburg a 2016. évi nyári olimpiai játékokon
Luxemburg a brazíliai Rio de Janeiroban megrendezett 2016. évi nyári olimpiai játékok egyik részt vevő nemzete volt. Az országot az olimpián 5 sportágban 10 sportoló képviselte, akik érmet nem szereztek.

## Asztalitenisz
Női
| Versenyző   | Versenyszám | Selejtező         | 64-es főtábla                                                         | 48-as főtábla                                                    | 32-es főtábla                                                            | Nyolcaddöntő      | Negyeddöntő       | Elődöntő          | Döntő             | Helyezés |
| Versenyző   | Versenyszám | Ellenfél Eredmény | Ellenfél Eredmény                                                     | Ellenfél Eredmény                                                | Ellenfél Eredmény                                                        | Ellenfél Eredmény | Ellenfél Eredmény | Ellenfél Eredmény | Ellenfél Eredmény | Helyezés |
| ----------- | ----------- | ----------------- | --------------------------------------------------------------------- | ---------------------------------------------------------------- | ------------------------------------------------------------------------ | ----------------- | ----------------- | ----------------- | ----------------- | -------- |
| Xia Lian Ni | Egyes       | erőnyerő          | Caroline Kumahara (BRA) · 12–10, 14–16, 8–11, 9–11, 11–8, 11–3, 14–12 | Yanfei Shen (ESP) · 12–10, 10–12, 12–10, 6–11, 10–12, 11–4, 11–7 | Feng Tien-vej (Feng Tian Wei) (SGP) · 11–8, 11–5, 8–11, 5–11, 4–11, 5–11 | kiesett           | kiesett           | kiesett           | kiesett           | 17.      |

## Atlétika
Férfi
| Versenyző       | Versenyszám | Előfutam | Előfutam | Előfutam | Elődöntő | Elődöntő | Elődöntő | Döntő   | Döntő    |
| Versenyző       | Versenyszám | Idő      | Hely.    | Össz.    | Idő      | Hely.    | Össz.    | Idő     | Helyezés |
| --------------- | ----------- | -------- | -------- | -------- | -------- | -------- | -------- | ------- | -------- |
| Charles Grethen | 800 m       | 1:48,93  | 5.       | 38.      | kiesett  | kiesett  | kiesett  | kiesett | kiesett  |

Női
| Versenyző        | Versenyszám | Előfutam | Előfutam | Előfutam | Elődöntő | Elődöntő | Elődöntő | Döntő   | Döntő    |
| Versenyző        | Versenyszám | Idő      | Hely.    | Össz.    | Idő      | Hely.    | Össz.    | Idő     | Helyezés |
| ---------------- | ----------- | -------- | -------- | -------- | -------- | -------- | -------- | ------- | -------- |
| Charline Mathias | 800 m       | 2:09,30  | 8.       | 57.      | kiesett  | kiesett  | kiesett  | kiesett | kiesett  |

## Kerékpározás

### Országúti kerékpározás
Férfi
| Versenyző     | Versenyszám   | Idő             | Helyezés |
| ------------- | ------------- | --------------- | -------- |
| Fränk Schleck | Mezőnyverseny | 6:13:36 (+3:31) | 20.      |

Női
| Versenyző         | Versenyszám   | Idő             | Helyezés      |
| ----------------- | ------------- | --------------- | ------------- |
| Chantal Hoffmann  | Mezőnyverseny | nem ért célba   | nem ért célba |
| Christine Majerus | Mezőnyverseny | 3:56:34 (+5:07) | 18.           |
| Christine Majerus | Időfutam      | 48:16,17        | 22.           |

## Tenisz
Férfi
| Versenyző     | Versenyszám | 64-es főtábla                               | 32-es főtábla                       | Nyolcaddöntő                                | Negyeddöntő       | Elődöntő          | Bronz- mérkőzés   | Döntő             | Helyezés |
| Versenyző     | Versenyszám | Ellenfél Eredmény                           | Ellenfél Eredmény                   | Ellenfél Eredmény                           | Ellenfél Eredmény | Ellenfél Eredmény | Ellenfél Eredmény | Ellenfél Eredmény | Helyezés |
| ------------- | ----------- | ------------------------------------------- | ----------------------------------- | ------------------------------------------- | ----------------- | ----------------- | ----------------- | ----------------- | -------- |
| Gilles Müller | Egyes       | Jerzy Janowicz (POL) · 5-7, 6-1, 7-6(12–10) | Jo-Wilfried Tsonga (FRA) · 6-4, 6-3 | Roberto Bautista Agut (ESP) · 4-6, 6-7(4–7) | kiesett           | kiesett           | kiesett           | kiesett           | 9.       |

## Úszás
Férfi
| Versenyző           | Versenyszám  | Előfutam | Előfutam | Előfutam | Elődöntő | Elődöntő | Elődöntő | Döntő   | Döntő    |
| Versenyző           | Versenyszám  | Idő      | Hely.    | Össz.    | Idő      | Hely.    | Össz.    | Idő     | Helyezés |
| ------------------- | ------------ | -------- | -------- | -------- | -------- | -------- | -------- | ------- | -------- |
| Raphaël Stacchiotti | 100 m gyors  | 50,79    | 6.       | 47.      | kiesett  | kiesett  | kiesett  | kiesett | kiesett  |
| Raphaël Stacchiotti | 200 m vegyes | 2:00,21  | 1.       | 21.      | kiesett  | kiesett  | kiesett  | kiesett | kiesett  |
| Raphaël Stacchiotti | 400 m vegyes | 4:20,37  | 7.       | 23.      |          |          |          | kiesett | kiesett  |
| Laurent Carnol      | 100 m mell   | 1:00,88  | 4.       | 27.*     | kiesett  | kiesett  | kiesett  | kiesett | kiesett  |
| Laurent Carnol      | 200 m mell   | 2:11,94  | 3.       | 21.      | kiesett  | kiesett  | kiesett  | kiesett | kiesett  |

Női
| Versenyző    | Versenyszám | Előfutam | Előfutam | Előfutam | Elődöntő | Elődöntő | Elődöntő | Döntő   | Döntő    |
| Versenyző    | Versenyszám | Idő      | Hely.    | Össz.    | Idő      | Hely.    | Össz.    | Idő     | Helyezés |
| ------------ | ----------- | -------- | -------- | -------- | -------- | -------- | -------- | ------- | -------- |
| Julie Meynen | 50 m gyors  | 25,12    | 2.       | 26.      | kiesett  | kiesett  | kiesett  | kiesett | kiesett  |
| Julie Meynen | 100 m gyors | 55,09    | 4.       | 25.      | kiesett  | kiesett  | kiesett  | kiesett | kiesett  |

* - egy másik versenyzővel azonos időt ért el